# Klystron

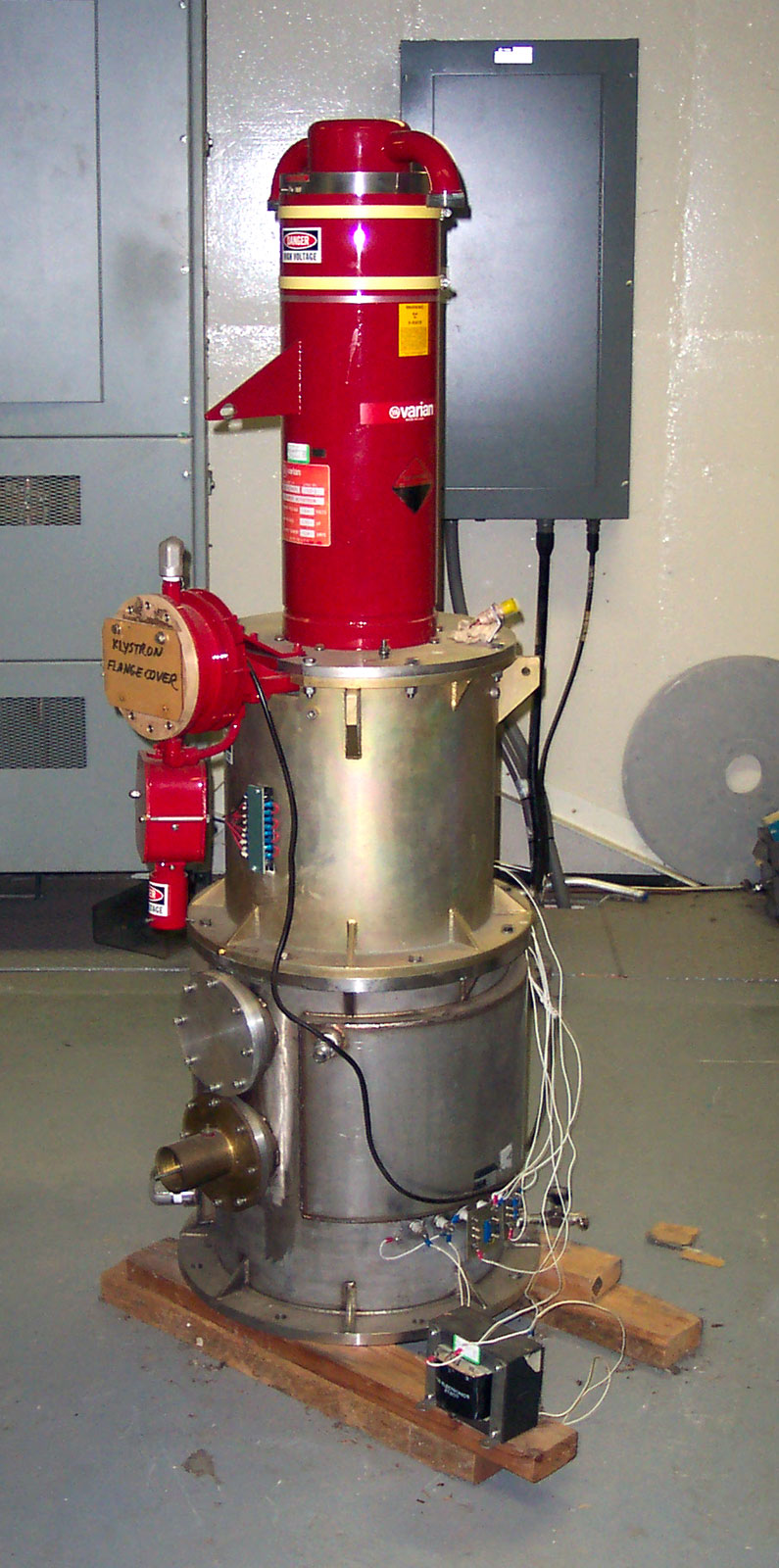
Klystron no Complexo de Comunicação Espacial de Camberra.

Klystron ou clistrão é uma válvula eletrônica especial, inventada em 1937 pelos engenheiros americanos Russel e Sigurd Varian.

## Aplicações
Klystrons são usadas como amplificadores de radiofrequência (RF) na faixa de UHF até a região de micro-ondas. Klystrons de baixa potência são usadas como osciladores locais em receptores de radar super-heteródinos, enquanto klystrons de alta potência são usadas em transmissores de televisão UHF, retransmissores de micro-ondas, comunicações via satélite, transmissores de radar e para fornecer energia para alguns tipos de aceleradores de partículas.

## Funcionamento
Na klystron um feixe de elétrons passa através de duas ou mais cavidades ressonantes. A primeira cavidade aceita um sinal de RF de baixa potência e modula o feixe, causando o aparecimento de regiões de alta densidade e baixa densidade de elétrons. O feixe modulado viaja até a próxima cavidade, o que acentua o efeito da modulação. Na cavidade final, a potência de RF é extraída, agora altamente amplificada.

## Etimologia
A palavra klystron vem do verbo grego κλυσ (klyzo) referindo-se à ação das ondas quebrando contra a praia.